# Можжевёловое насаждение
Можжевёловое насаждение — ботанический памятник природы к юго-востоку от Новороссийска (Краснодарский край).

## География
Находится в 2 км к юго-востоку от Новороссийска на южных склонах Маркотхского хребта, на территории Шесхарисского лесничества (кварталы 81—89) Новороссийского мехлесхоза (площадью 861 га) и в Кабардинском лесничестве Геленджикского мехлесхоза (139 га). Общая площадь — 997 га.
Памятник природы с верхней части ограничен Маркотхским хребтом, с севера Новороссийском, с юга частями Кабардинского лесничества и шоссе. Высота до 736 м над уровнем моря, рельеф сильно пересечённый. В геологическом строении район сложён сланцевыми глинами, мергелями, известняками мелового возраста. Почвы коричневые, маломощные, сильно эродированные, перегнойно-карбонатные.
Климат сухой средиземноморский. Средняя годовая температура +12,7 °С, средняя продолжительность безморозного периода 231 день, годовое количество осадков 768 мм (данные по Новороссийску).

## Описание

Жасмин кустарниковый — представитель средиземноморской флоры, неотъемлемый элемент подлеска. Окрестности Новороссийска

Макро асфоделины жёлтой. 3 мая 2010 года. Окрестности Новороссийска

В приморской полосе до высоты 100—200 м над уровнем моря господствуют шибляковые сообщества с дубом пушистым, грабинником, держи-деревом. Выше по всему южному склону хребта широко представлены арчевники до 400—450 м над уровнем моря. Арчевые редколесья представлены тремя видами можжевельника — высоким (Juniperus excelsa), вонючим (Juniperus foetidissima) и красным (колючим) (Juniperus oxycedrus). Два первых занесены в Красную Книгу РФ. Это древние реликтовые экосистемы, сохранившиеся в России только на севере Черноморского побережья.
На склонах южной экспозиции произрастают более разреженные можжевёловые редколесья. Высота высокого 4,5—5 м, возраст 100—140 лет. Здесь образуется характерный тип леса — можжевёловый лес на известняках, иногда его называют можжевёловый крутосклонный лес. Сомкнутость крон 0,2—0,3. Доминирует можжевельник высокий при участии двух других видов, а также пушистого дуба (Quercus pubescens), грабинника (Carpinus orientalis). В подлеске встречаются средиземноморские виды: жасмин кустарниковый (Jasminum fruticans), держи-дерево (Paliurus spina-christi), скумпия кожевенная (Cotinus coggygria), кизильник (Cotoneaster).
Очень интересен травянистый ярус, содержащий богатейший генофонд редкой средиземноморской флоры: лапчатка крымская (Potentilla taurica), бурачок туполистный (Allysum obtusifolium), Житняк гребневидный (Agropyron cristatum), фумана лежачая (Fumana procumbens), жабрица понтийская (Seseli ponticum), колокольчик Комарова (Campanula komarovii) и многие другие.

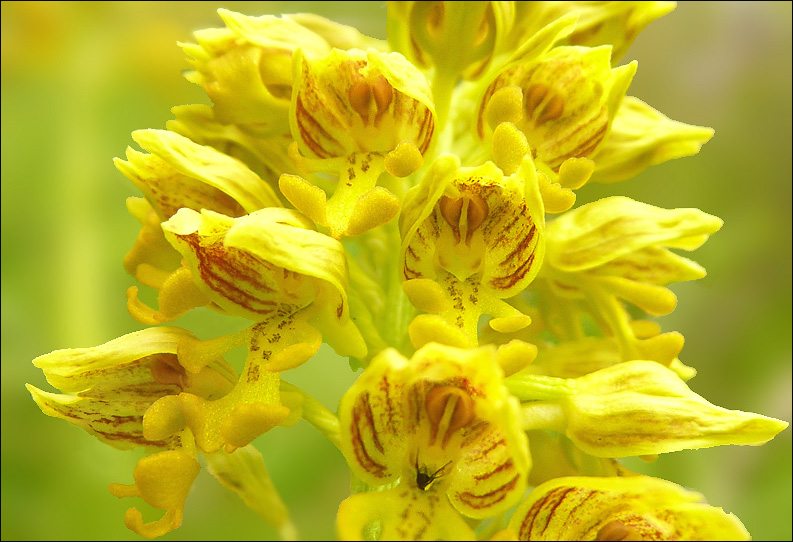
Ятрышник мелкоточечный — Средиземноморский вид орхидей, цветы обладают отчётливым, похожим на ваниль, ароматом. Апрель 2010 года. Окрестности Новороссийска

Среди редких можжевёловых сообществ на известняках формируются другие интересные группировки средиземноморской растительности — это фригана и томилляры, где наиболее часто встречаются средиземноморские гемиксерофильные виды.
Часто встречаются остепнённые арчевники, напоминающие парковые насаждения. В богатом травостое основным украшением, особенно в мае, являются ковыль красивейший, среди которого бурно цветут асфоделины крымская (Asphodeline taurica) и жёлтая (Asphodeline lutea), тюльпан Шренка (Tulipa schrenkii), юринея, подмаренник настоящий и многие другие.

Перья ковыля красивейшего среди можжевёлового редколесья. Окрестности Новороссийска

Большой интерес представляет Пенайская щель, где произрастают можжевёловые редколесья, сообщества сосны пицундской (Pinus brutia var. pityusa) и нагорно-ксерофитные группировки с тюльпаном Шренка, колокольчиком Комарова, оносмой многолистной (Onosma polyphylla), ирисом низким (Iris humilis), асфоделиной крымской, астрагалом пузыристым (Astragalus utriger), офрисом кавказским (Ophrys sphegodes subsp. mammosa), ятрышником обезьяньим (Orchis simia), ятрышником мелкоточечным (Orchis punctulata) и многими другими средиземноморскими и редкими краснокнижными растениями.

Жимолость этрусская в цвету. Окрестности Новороссийска

Тимьян маркотхский — эндемик северо-западного Кавказа. Окрестности Новороссийска

В данном памятнике природы обычным содоминантом можжевельника высокого является дуб пушистый. Состав древостоя: 8 можжевельников высоких плюс 2 дуба пушистого, единично можжевельник вонючий и красный (колючий). Возраст можжевельника 60—170 лет, средняя высота 5—6 м, средний диаметр стволов около 20 см в возрасте 75 лет и 30 см — около 150 лет. Степень сомкнутости крон 0,5. В подлеске: кизил (Cornus), пузырник киликийский (Colutea cilicica), кизильник, тёрн (Prunus spinosa), скумпия, калина-гордовина (Vibrunum lantana). В травянистом ярусе зарегистрировано около 50 видов: лисохвост влагалищный (Alopecurus vaginatus), мятлик луковичный (Poa bulbosa), коротконожка (Brachypodium rupestre), мордовник шароголовый (Echinops sphaerocephalus), фибигия мохнатоплодная (Fibigia eriocarpa), бурачок туполистный (Allysum obtusifolium).
Характерным сообществом является можжевёловый лес жасминово-коротконожковый (Juniperetum jasmino-brachypodiosum). Можжевельник высокий доминирует, редко встречается можжевельник вонючий и дуб пушистый. Во втором ярусе обычен можжевельник красноватый (колючий). В редком подлеске зарегистрированы держи-дерево, жасмин кустарниковый, жимолость этрусская (Lonicera etrusca), в травостое — дубровник беловойлочный (Teucrium polium), тимьян маркотхский (Thymus markhotensis), девясил мечелистный (Inula ensifolia), асфоделина жёлтая, пион узколистный (Paeonia tenuifolia), овсяница валисская (типчак) (Festuca valesiaca).

## Экологическая обстановка. Значимость объекта

Шибляковая растительность, представленная кустами держи-дерева, на месте нарушенных ландшафтов (после пожара либо после вырубок). март 2010 года. Южнее Новороссийска

Возобновление можжевельников неудовлетворительное, отмечается вытеснение можжевельника другими, лиственными породами. После рубок они переходят в шибляк и фриганоидные группировки.
Нарушенность памятника природы значительна: рубки, пожары, пастьба скота, рекреация, дачное и курортное строительство.
Аридные можжевёловые редколесья занимают территории с крайние жёсткими лесорастительными условиями и относятся к категории особо защитных. Уничтожение можжевёловых редколесий приводит к ухудшению водного режима района Новороссийска и более северо-западных районов побережья. Значение их велико: водорегулирующее, средообразующее, почвозащитное, противоэрозионное, санитарно-гигиеническое, эстетическое, научное. Можжевельники находят применение в фармацевтической промышленности (шишкоягоды), эфирные масла — в парфюмерной, представляют пряно-ароматическое сырьё для рыбной и консервной отраслей. Трудно переоценить санитарно-гигеническое и лечебно-профилактическое значение можжевёловых насаждений. Б. П. Токин считает, что один гектар можжевёлового леса выделяет 30 кг летучих веществ, обладающих бактерицидными и противогрибковыми свойствами.

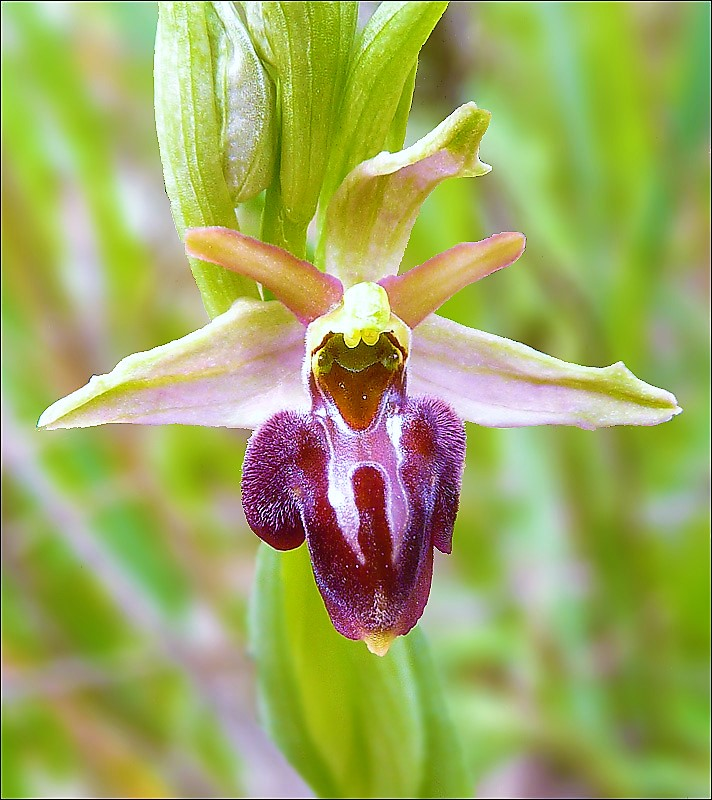
Офрис кавказская — представитель орхидных. Апрель 2010 г., Окрестности Новороссийска

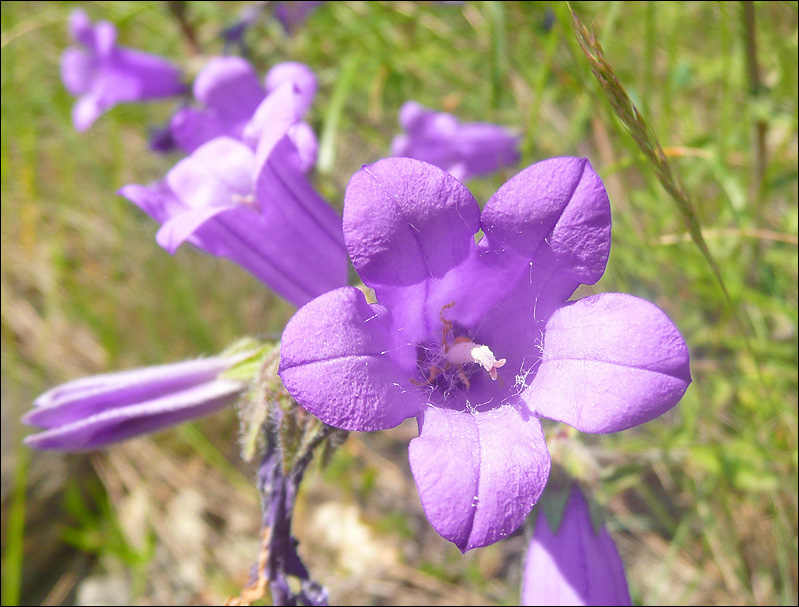
Колокольчик Комарова — эндемик северной части Кавказского Причерноморья. Май 2010 г., Окрестности Новороссийска

Можжевёловые редколесья имеют большое научное значение. С одной стороны, два вида, являющиеся строителями данного типа растительности, занесены в Красную Книгу РФ и подлежат строгой государственной охране, они являются древними реликтовыми сообществами, связанными ещё с океаном Тетис. Можжевёловые редколесья создают фитоценотическую среду, необходимую для произрастания редких (внесённых в Красные книги Краснодарского края и России) и эндемичных видов: колокольчик Комарова, гвоздика акантолимоновидная (Dianthus acantholimonoides), эремурус замечательный (Eremurus spectabilis), лапчатка крымская, асфоделина крымская, ирис карликовый, астраканта колючковидная (Astracantha arnacanthoides) и др. Можжевёловые редколесья сохраняют уникальный генофонд орхидных: ятрышники обезьяний, мелокоточечный, мужской (Orchis mascula), трёхзубчатый (Orchis tridentata), пыльцеголовники красный (Cephalanthera rubra), длиннолистный (Cephalanthera longifolia), крупноцветковый (Cephalanthera damasonium).

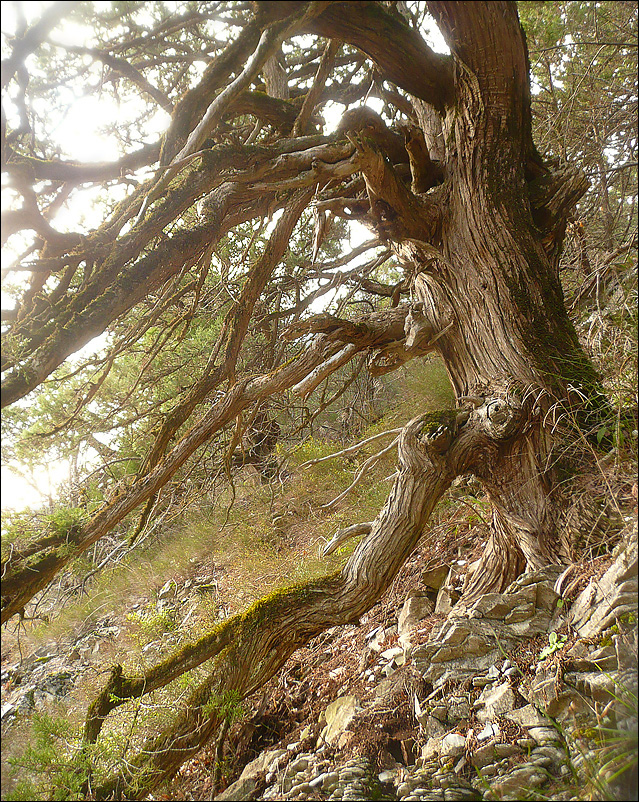
Старый экземпляр можжевельника высокого. 22 декабря 2010 г., окрестности Новороссийска

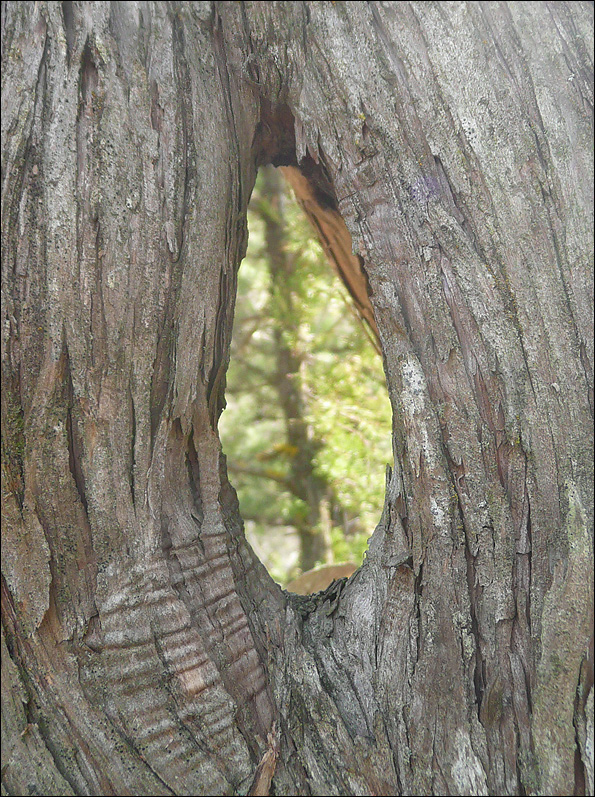
«Дырка» в стволе древовидного можжевельника, дерево живое. Март 2010 г., окрестности Новороссийска

Можжевёловые редколесья находятся в зоне рекреации. Пожалуй, ни одни насаждения не испытывают на себе столь мощного антропогенного воздействия. Отмечается массовое отмирание можжевёловых древостоев, на что имеются естественные и антропогенные причины. Своё действие оказывает распространение можжевёловой моли и арцеутобиума можжевельникового (Arceuthobium oxycedri). Впервые вредители на можжевельниках были отмечены Г. И. Радде в 1899 г. Преклонный возраст можжевельников — тоже биологическая причина усыхания. Однако, А. И. Колесников утверждает, что наибольшее повреждение и распространение болезней сосредоточено около населённых пунктов, где экологические условия сильно изменены изреживанием древостоя вследствие рубок.
Без принятия мер по особой охране неминуемо их уничтожение в связи со всё возрастающим антропогенным воздействием. Можжевёловые редколесья сохранить можно только в заповедном режиме. Необходимы длительные научные исследования ценного генетического резервата.
На территории должны быть запрещены все виды работ, кроме научных, научно-познавательных и санитарных при возникновении в них необходимости (массовое нападение вредителей или фитопатологические повреждения). Вся дорожно-тропиночная система должна быть перекрыта с установлением соответствующих запретительных и указательных знаков и надписей. На нарушенных и деградированных территориях необходимо проведение лесовосстановительных мероприятий.